# Diplodocidae
Los diplodócidos (Diplodocidae, "lagartos de doble haz") es una familia de dinosaurios saurópodos que vivieron desde el Jurásico superior hasta el Cretácico inferior, en lo que hoy es Europa, África y América.

## Descripción
Los diplodócidos se caracterizan por tener un cuello extenso, una pequeña cabeza y una cola extremadamente larga con los huesos dobles (a esto se debe su nombre). Los cuerpos de los diplodócidos eran grandes y corpulentos. Entre los miembros de este grupo se encontraban algunos de los dinosaurios más grandes que hayan existido.

## Sistemática
Se lo define como todos los diplodocoides más cercanos al Diplodocus longus (Marsh, 1878) que al Dicraeosaurus hansemanni (Janesh, 1914). 

### Apatosaurinae
Incluye a todos los diplodócidos más cercanos a los apatosaurios que a los diplodocos. Los apatosaurios son más voluminosos pero más cortos que los diplodócidos.

### Diplodocinae
Incluye a todos los diplodócidos más cercanos a los diplodocos que a los apatosaurios. Poseen largos cuellos y colas, siendo los saurópodos más largos conocidos.

### Taxonomía
- Apatosaurinae
  - Apatosaurus
  - Supersaurus
  - Atlantosaurus[1]
  - Brontosaurus
  - Amphicoelias
- Diplodocinae
  - Barosaurus
  - Diplodocus
  - Kaatedocus
  - Leinkupal
  - Tornieria

Sin embargo, los últimos análisis de Whitlock en 2011 han encontrado que Supersaurus es cladísticamente algo más próximo de Diplodocus que de Apatosaurus, y que Suuwassea es en realidad un dicreosáurido.

|  | Dinheirosaurus                                            |
|  |                                                           |
|  | Tornieria                                                 |
|  |                                                           |
|  | \| \| Barosaurus \| \| \| \| \| \| Diplodocus \| \| \| \| |
|  |                                                           |
|  | Barosaurus                                                |
|  |                                                           |
|  | Diplodocus                                                |
|  |                                                           |

|  | Barosaurus |
|  |            |
|  | Diplodocus |
|  |            |

|  | Dinheirosaurus                                            |
|  |                                                           |
|  | Tornieria                                                 |
|  |                                                           |
|  | \| \| Barosaurus \| \| \| \| \| \| Diplodocus \| \| \| \| |
|  |                                                           |
|  | Barosaurus                                                |
|  |                                                           |
|  | Diplodocus                                                |
|  |                                                           |

|  | Barosaurus |
|  |            |
|  | Diplodocus |
|  |            |

|  | Dinheirosaurus                                            |
|  |                                                           |
|  | Tornieria                                                 |
|  |                                                           |
|  | \| \| Barosaurus \| \| \| \| \| \| Diplodocus \| \| \| \| |
|  |                                                           |
|  | Barosaurus                                                |
|  |                                                           |
|  | Diplodocus                                                |
|  |                                                           |

|  | Barosaurus |
|  |            |
|  | Diplodocus |
|  |            |

|  | Dinheirosaurus                                            |
|  |                                                           |
|  | Tornieria                                                 |
|  |                                                           |
|  | \| \| Barosaurus \| \| \| \| \| \| Diplodocus \| \| \| \| |
|  |                                                           |
|  | Barosaurus                                                |
|  |                                                           |
|  | Diplodocus                                                |
|  |                                                           |

|  | Barosaurus |
|  |            |
|  | Diplodocus |
|  |            |